# Біологічне підсилення

Схема біомагніфікації токсинів в озері

Накопичення токсинів у трофічному ланцюжку з 5 ланок

Біологічне підсилення, біомагніфікація (англ. biomagnification), концентрування, або накопичення — накопичення (як правило, 10-20-кратне) у трофічних ланцюгах ряду хімічних речовин (наприклад, пестицидів, радіонуклідів).
У водних екосистемах накопичення багатьох токсичних речовин (наприклад, хлорвмісних пестицидів) корелює з масою жирів (ліпідів). Можуть викликати мутагенний, канцерогенний, летальний та ін. ефекти. Крім того, такі забруднювачі можуть утворювати інші отруйні речовини в навколишньому середовищі. Єдиний поки можливий спосіб запобігти їх — правильне їх застосування в народному господарстві з подальшим вилученням з системи життєзабезпечення навколишнього середовища.
Деякі забруднювачі, які з часом не руйнуються, не тільки накопичуються, але й часто біологічно посилюються у міру проходження в біологічних циклах і по харчових ланцюгах. Крім того, з'єднуючись з іншими речовинами навколишнього середовища, вони можуть утворювати нові отруйні речовини. Єдиний поки можливий спосіб очищення від таких забруднювачів — це їх вилучення, або екстракція, з системи життєзабезпечення навколишнього середовища, що пов'язане з великими витратами. Біологічне посилення, найбільш характерне для хлорорганічних пестицидів, особливо в наземних екосистемах, в екологічних пірамідах йде в протилежному напрямку порівняно з пірамідою енергії. Термін введений К. Мелланбі (1967) і Р. Г. Вагнером (1971).